# Попков, Василий Иванович
Василий Иванович Попков (22 мая 1938, с. Весёлое, Тамбовской области — 4 февраля 2020, Мичуринск) — советский и российский учёный, литературовед, филолог, краевед. Кандидат филологических наук, член Союза российских писателей, Союза журналистов России, член Союза краеведов, член правления Российского общества книголюбов, лауреат Рахманиновской премии, почётный профессор Мичуринского государственного педагогического института.

## Биография
Василий Попков родился 22 мая 1938 года в селе Весёлое Тамбовской области. Окончил школу с серебряной медалью, историко-филологический факультет Мичуринского государственного педагогического института, аспирантуру.
Жил в городе Мичуринске Тамбовской области.

## Книги
- К вопросу о становлении жанров Русской прозы XVII века (Историческая основа. Демократизм. Сюжетность) // По законам жанра / Тамбов. пед. ин-т. Тамбов, 1975. С. 52—61[5].
- Козлов—Мичуринск: историко-литературное краеведение : материалы к IV городской научно-практической конференции краеведов. Об-во краеведов, 1993[6].
- Венок Боратынскому: материалы И и II Российских научных чтений «Е. А. Боратынский и русская культура», 21-23 июня 1990, 20-23 мая 1994. ISBN 5853920154, 9785853920156[7].